# Hammarby
Hammarby – miejscowość (tätort) w Szwecji, w regionie administracyjnym (län) Gävleborg, w gminie Sandviken.
Według danych Szwedzkiego Urzędu Statystycznego liczba ludności wyniosła: 533 (31 grudnia 2015), 529 (31 grudnia 2018) i 518 (31 grudnia 2019).